# Gran Premio del Canada 1985
Il Gran Premio del Canada 1985 è stata la quinta prova della stagione 1985 del Campionato mondiale di Formula 1. Si è corsa domenica 16 giugno 1985 sul Circuito di Montréal. La gara è stata vinta dall'italiano Michele Alboreto su Ferrari; per il vincitore si trattò del quarto successo nel mondiale. Ha preceduto sul traguardo il compagno di scuderia, lo svedese Stefan Johansson, e il francese Alain Prost su McLaren-TAG Porsche. Per Johansson si trattò del primo podio iridato.

## Vigilia

### Sviluppi futuri
Il 2 giugno gli organizzatori del gran premio di New York tentarono di confermare la gara nel calendario iridato, per il 6 ottobre, annunciando un accordo con l'amministrazione comunale della città. Pochi giorni dopo la FOCA annunciò, invece, che il 22 settembre si sarebbe tenuto, al posto della gara a New York, il Gran Premio d'Europa, da tenersi presso il Circuito di Brands Hatch, eliminando così, definitivamente, la possibilità di correre a Roma. In una riunione della FISA tenuta a Montreal, nei giorni precedenti alla gara, venne deciso di riportare il Gran Premio del Belgio al 15 settembre. La gara, prevista per il 2 giugno, era stata annullata dopo le qualifiche, per il pessimo stato dell'asfalto.
La Tyrrell presentò il nuovo modello 014, a motore turbo Renault. La casa britannica immaginava di poter esordire nel Gran Premio di Francia. Il team statunitense Beatrice Haas annunciò la sua volontà di entrare nel campionato mondiale, entro fine estate. La vettura sarebbe stata una Lola, e il motore, con molta probabilità, un turbo fornito dalla Ford.

### Aspetti tecnici
La Ferrari testò un nuovo apparecchio della Magneti Marelli per il controllo dei consumi, che però non venne portato in gara, per timore che potesse interferire con gli altri circuiti elettrici della monoposto. Chi montò un computer a questo scopo, sulla monoposto, fu invece l'Alfa Romeo, che impiegò lo stesso utilizzato dalla McLaren.
La casa milanese montò anche dei nuovi pontoni laterali, provati nella galleria del vento, e dei nuovi deflettori orizzontali. Tutti i piloti, su vetture motorizzate dalla Renault, tornarono a impiegare, in qualifica, il propulsore EF14 bis, su cui potevano essere montati dei turbo più potenti.
La Honda portò per la Williams una nuova versione del suo motore, la E, dotata di una corsa allungata. Questo permetteva maggiore potenza ai bassi regimi, e un più ampio spettro di utilizzo, dai 8.500 giri (non più 9.500), agli 11.500. La casa nipponica fornì alla scuderia britannica anche un computer, per il controllo dei consumi. Sulla monoposto venne usata una radio trasmittente, che inviava ai box, in tempo reale, i dati sui consumi. Inoltre, sempre sulla vettura, vennero montati dei freni in carbonio, con sistema di raffreddamento a doppio condotto.

### Aspetti sportivi
La scuderia Zakspeed decise di non affrontare le due gara nordamericane, al fine di meglio preparare la sua vettura, per il resto della stagione. Risultò iscritta alla gara anche la Spirit, che aveva ingaggiato il pilota locale Allen Berg. L'abbandono del campionato non permise alla scuderia di essere presente.
Alla Brabham Marc Surer prese il posto di François Hesnault. Il cambio era avvenuto già per il Gran Premio del Belgio, gara poi annullata. Surer venne scelto dalla scuderia britannica per la sua esperienza col motore turbo BMW. Il pilota elvetico soffriva di un forte raffreddore, che però non gli impedì di prendere parte all'evento. La scuderia britannica festeggiò il suo trecentesimo gran premio.

## Qualifiche

### Resoconto
Il clima freddo al venerdì rese difficile per i piloti mandare in temperatura gli pneumatici. La mescola morbida vedeva un degrado subitaneo delle gomme posteriori, prima ancora che quelle anteriori potessero entrare in temperatura. Inoltre la sessione fu anche penalizzata dall'arrivo della pioggia. Il migliore fu Michele Alboreto, della Ferrari, che fece segnare anche il nuovo record del circuito (1'25"127). Subito dietro al pilota milanese si piazzò Ayrton Senna, staccato di 2 decimi e mezzo, mentre Alain Prost, terzo, era staccato di oltre otto decimi dal miglior tempo.
La giornata fu anche caratterizzata da incidenti. Pierluigi Martini finì contro un muretto a bordo pista, strisciando lungo lo stesso per oltre 200 metri. Il pilota fu illeso, ma la Minardi finì danneggiata. All'Alfa Romeo entrambe le monoposto presero fuoco per un guasto alle turbine. Anche Thierry Boutsen fu vittima di un incidente.
Al sabato le prove iniziarono con tre quarti d'ora di ritardo per un problema che riguardava il collegamento fra le varie postazioni dei commissari. Il primo pilota a ottenere un miglioramento notevole, rispetto al giorno precedente, fu Stefan Johansson, che salì al quarto posto. In seguito Elio De Angelis ottenne 1'24"577, nuovo record della pista, che gli valse la terza, e ultima, pole position della  sua carriera in Formula 1. Alle sue spalle si inserì di nuovo Senna, mentre Alboreto, bloccato dalla rottura delle canalizzazioni dell'olio, nel suo migliore tentativo, non fece meglio del terzo tempo. Alboreto fu anche l'unico pilota a non riuscire a migliorarsi, rispetto ai tempi del giorno prima. Sulla monoposto del pilota milanese ci fu anche un principio d'incendio, spento subito dagli estintori della vettura. Un problema simili toccò pure a Nigel Mansell, che vide esplodere il motore della sua vettura, proprio davanti alla corsia dei box.
Prost, relegato in terza fila, fu penalizzato dalla rottura del motore, appena montato sulla sua McLaren. Fece male Niki Lauda, solo diciassettesimo, che si lamentò del fatto di non poter sfruttare la sua guida pulita, su una pista poco gommata, e venne anche penalizzato dal passaggio di un castoro sulla pista, in uno dei suoi migliori tentativi.

### Risultati
I risultati delle qualifiche furono i seguenti:
| Pos | Nº | Pilota             | Costruttore            | Tempo    | Griglia |
| --- | -- | ------------------ | ---------------------- | -------- | ------- |
| 1   | 11 | Elio De Angelis    | Lotus-Renault          | 1'24"567 | 1       |
| 2   | 12 | Ayrton Senna       | Lotus-Renault          | 1'24"816 | 2       |
| 3   | 27 | Michele Alboreto   | Ferrari                | 1'25"127 | 3       |
| 4   | 28 | Stefan Johansson   | Ferrari                | 1'25"170 | 4       |
| 5   | 2  | Alain Prost        | McLaren-TAG Porsche    | 1'25"557 | 5       |
| 6   | 16 | Derek Warwick      | Renault                | 1'25"622 | 6       |
| 7   | 18 | Thierry Boutsen    | Arrows-BMW             | 1'25"846 | 7       |
| 8   | 6  | Keke Rosberg       | Williams-Honda         | 1'26"097 | 6       |
| 9   | 7  | Nelson Piquet      | Brabham-BMW            | 1'26"301 | 9       |
| 10  | 15 | Patrick Tambay     | Renault                | 1'26"340 | 10      |
| 11  | 23 | Eddie Cheever      | Alfa Romeo             | 1'26"354 | 11      |
| 12  | 17 | Gerhard Berger     | Arrows-BMW             | 1'26"743 | 12      |
| 13  | 22 | Riccardo Patrese   | Alfa Romeo             | 1'26"995 | 13      |
| 14  | 9  | Manfred Winkelhock | RAM-Hart               | 1'27"266 | 14      |
| 15  | 25 | Andrea De Cesaris  | Ligier-Renault         | 1'27"403 | 15      |
| 16  | 5  | Nigel Mansell      | Williams-Honda         | 1'27"728 | 16      |
| 17  | 1  | Niki Lauda         | McLaren-TAG Porsche    | 1'28"126 | 17      |
| 18  | 19 | Teo Fabi           | Toleman-Hart           | 1'28"625 | PL      |
| 19  | 26 | Jacques Laffite    | Ligier-Renault         | 1'28"750 | 19      |
| 20  | 8  | Marc Surer         | Brabham-BMW            | 1'29"473 | 20      |
| 21  | 10 | Philippe Alliot    | RAM-Hart               | 1'29"501 | 21      |
| 22  | 24 | Piercarlo Ghinzani | Osella-Alfa Romeo      | 1'31"576 | 22      |
| 23  | 4  | Stefan Bellof      | Tyrrell-Ford Cosworth  | 1'31"733 | 23      |
| 24  | 3  | Martin Brundle     | Tyrrell-Ford Cosworth  | 1'31"923 | 24      |
| 25  | 29 | Pierluigi Martini  | Minardi-Motori Moderni | 1'34"985 | 25      |

## Gara

### Resoconto
Prima della gara Ayrton Senna fece sostituire il motore della sua Lotus, mentre sulla vettura di Elio De Angelis vennero sostituiti i turbo. Fu più sfortunato Teo Fabi, costretto a partire dai box, col muletto, per un guasto alla pompa della benzina della vettura titolare. Tra l'altro il pilota della Toleman poté prendere il via solo quando i suoi avversari avevano già percorso tre giri.
De Angelis mantenne il primo posto, alla partenza, seguito da Senna, poi Michele Alboreto, Derek Warwick, Stefan Johansson e Alain Prost. Finì presto il gran premio per Nelson Piquet, col cambio non funzionante. Al secondo giro Patrick Tambay prese la posizione a Prost.
Al terzo giro, la perdita di una barra antirollio, comportò un testacoda per Warwick, che, fortunatamente, venne evitato da tutti gli altri concorrenti, e poté proseguire il suo impegno. Tre giri dopo Senna fu costretto ai box, per un problema di sovralimentazione. I meccanici trovarono staccato il raccordo tra il turbo sinistro e lo scarico. Il brasiliano rientrò in gara, ma solo dopo 5 giri. Nello stesso giro anche Andrea De Cesaris fu autore di un testacoda, che lo portò a colpire Manfred Winkelhock. Il tedesco si ritirò, mentre il pilota della Ligier riguadagnò i box. Al rientro in pista si trovò a rallentare de Angelis, per qualche curva.
De Angelis comandava, al decimo giro, con meno di 4 secondi di margine su Alboreto; seguivano Johansson, Tambay, Prost ed Eddie Cheever. Al sedicesimo  giro Alboreto riuscì a passare al comando, dopo che, nel giro precedente, De Angelis era riuscito a rispondere agli attacchi del pilota della Ferrari. 
Keke Rosberg, in un tentativo di sorpasso su Warwick, mise due gomme sull'erba, e partì in testacoda. Il finlandese riprese la gara, pur dovendo passare ai box per cambiare gli pneumatici. Un altro pilota che andò in testacoda fu Pierluigi Martini, dopo aver tamponato Tambay, nel corso di un doppiaggio del francese. Nello stesso giro Nigel Mansell prese la sesta piazza a Cheever.
Al trentunesimo passaggio Philippe Alliot terminò contro il muretto, distruggendo la sua vettura. Nella lotta per il comando De Angelis riuscì ad avvicinarsi ad Alboreto, ma una vettura sempre più sottosterzante non permise al pilota romando di attaccare quello della Ferrari. Al quarantesimo giro il margine fra i due era di 4 secondi e 4 decimi. Johansson era staccato di 10 secondi e 8 decimi dal compagno di scuderia, mentre Tambay era a quasi 21 secondi. Al quarantatreesimo giro Rosberg passò Cheever, per il settimo posto.
Nei giri seguenti altri problemi tecnici afflissero De Angelis. La risposta del turbo non era più lineare, e anche gli pneumatici sembravano aver perduto la loro performance. Questo permise a Johansson di avvicinarsi. La rottura di un pignone sulla Renault di Tambay consentì a Prost di passare il suo connazionale, al cinquantesimo giro. Il giro successivo vide anche il sorpasso, sulla linea dei box, di Johansson su De Angelis. Lo svedese  riuscì a ridurre il margine che lo separava da Alboreto. Un malfunzionamento del propulsore sulla sua vettura spinse la scuderia italiana a indicare allo svedese di non attaccare il compagno di scuderia.
Al cinquantacinquesimo passaggio Tambay cedette la sua posizione anche a Rosberg che, due giri prima, aveva passato il suo compagno di team Mansell. Il britannico impiegò pochi giri per passare, anche lui, Tambay. Al sessantaduesimo giro Alain Prost passò De Angelis che, sei giri dopo, venne sorpassato anche da Rosberg.
Negli ultimi giri Prost, che aveva meglio conservato gomme e benzina, diventò una minaccia per Johansson. Un problema alla pompa della benzina consigliò il francese a evitare attacchi. Nell'ultimo giro i tre piloti in testa vennero rallentati da De Cesaris, limitato da un guasto ai freni.
Michele Alboreto conquistò la sua quarta vittoria iridata, davanti al compagno di scuderia Stefan Johansson, al suo primo podio. Per la Scuderia Ferrari, alla novantesima vittoria nel mondiale, fu la prima doppietta dal Gran Premio d'Olanda 1983. Johansson fu il primo pilota svedese a podio, dai tempi di Ronnie Peterson nel Gran Premio d'Olanda 1978. Prost completò il podio. Il francese, così come Rosberg, si fermarono, senza benzina, poco dopo il traguardo.

### Risultati
I risultati del gran premio furono i seguenti:
| Pos | Nº | Pilota             | Costruttore            | Giri | Tempo/Ritiro                | Griglia | Punti |
| --- | -- | ------------------ | ---------------------- | ---- | --------------------------- | ------- | ----- |
| 1   | 27 | Michele Alboreto   | Ferrari                | 70   | 1h46'01"813                 | 3       | 9     |
| 2   | 28 | Stefan Johansson   | Ferrari                | 70   | + 1"957                     | 4       | 6     |
| 3   | 2  | Alain Prost        | McLaren-TAG Porsche    | 70   | + 4"341                     | 5       | 4     |
| 4   | 6  | Keke Rosberg       | Williams-Honda         | 70   | + 27"821                    | 8       | 3     |
| 5   | 11 | Elio De Angelis    | Lotus-Renault          | 70   | + 43"349                    | 1       | 2     |
| 6   | 5  | Nigel Mansell      | Williams-Honda         | 70   | + 1'17"878                  | 16      | 1     |
| 7   | 15 | Patrick Tambay     | Renault                | 69   | + 1 giro                    | 10      |       |
| 8   | 26 | Jacques Laffite    | Ligier-Renault         | 69   | + 1 giro                    | 19      |       |
| 9   | 18 | Thierry Boutsen    | Arrows-BMW             | 68   | + 2 giri                    | 7       |       |
| 10  | 22 | Riccardo Patrese   | Alfa Romeo             | 68   | + 2 giri                    | 13      |       |
| 11  | 4  | Stefan Bellof      | Tyrrell-Ford Cosworth  | 68   | + 2 giri                    | 23      |       |
| 12  | 3  | Martin Brundle     | Tyrrell-Ford Cosworth  | 68   | + 2 giri                    | 24      |       |
| 13  | 17 | Gerhard Berger     | Arrows-BMW             | 67   | + 3 giri                    | 12      |       |
| 14  | 25 | Andrea De Cesaris  | Ligier-Renault         | 67   | + 3 giri                    | 15      |       |
| 15  | 8  | Marc Surer         | Brabham-BMW            | 67   | + 3 giri                    | 20      |       |
| 16  | 12 | Ayrton Senna       | Lotus-Renault          | 65   | + 5 giri                    | 2       |       |
| 17  | 23 | Eddie Cheever      | Alfa Romeo             | 64   | + 6 giri                    | 11      |       |
| Rit | 29 | Pierluigi Martini  | Minardi-Motori Moderni | 57   | Incidente                   | 25      |       |
| Rit | 1  | Niki Lauda         | McLaren-TAG Porsche    | 37   | Motore                      | 17      |       |
| Rit | 24 | Piercarlo Ghinzani | Osella-Alfa Romeo      | 35   | Motore                      | 22      |       |
| Rit | 10 | Philippe Alliot    | RAM-Hart               | 28   | Incidente                   | 21      |       |
| Rit | 16 | Derek Warwick      | Renault                | 25   | Incidente                   | 6       |       |
| Rit | 9  | Manfred Winkelhock | RAM-Hart               | 5    | Collisione con A.De Cesaris | 14      |       |
| Rit | 19 | Teo Fabi           | Toleman-Hart           | 3    | Problemi al turbo           | PL      |       |
| Rit | 7  | Nelson Piquet      | Brabham-BMW            | 0    | Trasmissione                | 9       |       |

## Classifiche Mondiali

### Piloti
| Pos. | Pilota            | Punti |
| ---- | ----------------- | ----- |
| 1    | Michele Alboreto  | 27    |
| 2    | Elio De Angelis   | 22    |
| 3    | Alain Prost       | 22    |
| 4    | Patrick Tambay    | 10    |
| 5    | Ayrton Senna      | 9     |
| 6    | Stefan Johansson  | 7     |
| 7    | Thierry Boutsen   | 6     |
| 8    | Nigel Mansell     | 5     |
| 9    | René Arnoux       | 3     |
| 10   | Niki Lauda        | 3     |
| 11   | Andrea De Cesaris | 3     |
| 12   | Keke Rosberg      | 3     |
| 13   | Jacques Laffite   | 2     |
| 14   | Derek Warwick     | 2     |
| 15   | Stefan Bellof     | 1     |

### Costruttori
| Pos | Team                  | Punti |
| --- | --------------------- | ----- |
| 1   | Ferrari               | 37    |
| 2   | Lotus-Renault         | 31    |
| 3   | McLaren-TAG Porsche   | 25    |
| 4   | Renault               | 12    |
| 5   | Williams-Honda        | 8     |
| 6   | Arrows-BMW            | 6     |
| 7   | Ligier-Renault        | 5     |
| 8   | Tyrrell-Ford Cosworth | 1     |

## Decisioni della FISA
Al termine della gara la direzione di gara inflisse un minuto di penalità a Jacques Laffite per partenza anticipata. Il pilota francese, giunto settimo, scalò in ottava posizione.